# Lissotesta minutissima
Lissotesta minutissima là một loài ốc biển, là động vật thân mềm chân bụng sống ở biển thuộc họ Turbinidae.